# Безкрили насекоми
Безкрилите насекоми (Apterygota), наричани още първичнобезкрили (Apterygogenea) са подклас низши насекоми, характеризиращи се с липса на крила през цялата си еволюционна история.

## Класификация
До средата на XX век се счита, че включва също разредите Вилоскачки (Collembola), Двуопашни (Diplurata) и Безантенести (Protura). Енциклопедия България също ги включва в първичнобезкрилите, но кладистични изследвания показват независимо от същинските насекоми развитие и трите разреда са обособени в нов монофилетичен клас Скриточелюстни насекоми (Entognatha).
Според последните класификации, систематизирани от Клюге, таксонът е валиден, но парафилетичен. Според същият източник разредът Triplura вече се включва в Amyocerata.